# Juozas Bertašius
Juozas Bertašius (* 12. Januar 1946 in Balandžiai, Rajongemeinde Tauragė; † 3. September 2021) war ein litauischer Politiker und Bürgermeister der Rajongemeinde Šakiai.

## Leben
1959 absolvierte Bertašius die Schule Balčiai bei Tauragė und 1963  das Bautechnikum in Vilnius. Von 1965 bis 1968 leistete er den Pflichtdienst in der Sowjetarmee. Von 1968 bis 1984 war er Bauingenieur im „Taikos“-Kolchos. Von 1976 bis 1982 absolvierte er das Diplomstudium des Bauingenieurwesens am Vilniaus inžinerinis statybos institutas. 
Von 2003 bis Dezember 2016 war er Bürgermeister von Šakiai.
Bertašius war Mitglied von Lietuvos komunistų partija, ab 1995  Lietuvos valstiečių partija, ab 2001  Valstiečių ir Naujosios demokratijos partijų sąjunga, ab 2006  Lietuvos valstiečių liaudininkų sąjunga.